# Босерон
Босерон или френска овчарка (на френски: Berger de Beauce) е порода овчарски кучета, произхождащи от Франция и по-конкретно от областта Бос, близо до Париж, където се смята, че за пръв път се е появила. Не се знае точно кога е селектирана, но се предполага, че има общ произход с добермана. Има две версии за произхода на породата. Първата гласи, че босеронът е потомък на древни торфови кучета, които някога обитавали Франция. Според втората, кучетата от тази порода са произлезли от диви вълци със сходство с френската овчарка. Тази порода се получила по естествен път и еволюирала до съвременния си вид. Първата информация за босерона е от ръкопис, датиран от 1578, но чак в 1863 породата е призната официално. Днес тя е слабо разпространена. Често се бърка с доберман или ротвайлер, или други подобни овчарки.
Френската овчарка е голямо куче, силно и мускулесто, но не и грозно. Високо е до 70 см и тежи около 50 кг според стандарта на МФК. Козината е къса, бляскава и гладка. Обикновено цветът ѝ е черно-рижав.
Босеронът е открито и уверено в себе си куче. Могат да възникнат трудности при възпитанието, особено при приучаването към контролиране на енергията. Френската овчарка не е склонна към подчинение, а към сътрудничество с човека. Босеронът е добър компаньон, ако към него не се отнасят грубо. Той е трудолюбив, смел и безстрашен по характер.